# Багамские Острова на летних Олимпийских играх 2012
Багамские Острова принимали участие в летних Олимпийских играх 2012 года, которые проходили в Лондоне (Великобритания) с 27 июля по 12 августа, где их представляли 4 спортсмена в двух видах спорта. На церемонии открытия Олимпийских игр флаг Ботсваны несла бегун Крис Браун, а на церемонии закрытия — Чандра Старруп.
На летних Олимпийские игры 2012 Багамские Острова завоевали одну олимпийскую медаль. Золотая медаль была завоёвана в эстафете 4×400 метров. При этом в финале был установлен новый национальный рекорд. В неофициальном медальном зачёте Багамские Острова заняли 50-е место.

## Медали
| Золото |                                                      |                                                  |            |
| №      | Спортсмены                                           | Вид спорта (дисциплина)                          | Дата       |
| 1      | Рамон Миллер Деметриус Пиндер Майкл Мэтью Крис Браун | Лёгкая атлетика (мужчины, эстафета 4×400 метров) | 10 августа |

## Состав и результаты

### Лёгкая атлетика
Мужчины
Беговые виды
| Соревнование           | Спортсмены                                           | Отборочный раунд | Отборочный раунд | Отборочный раунд | Четвертьфинал | Четвертьфинал | Четвертьфинал | Полуфинал            | Полуфинал            | Полуфинал            | Финал                | Финал                |
| Соревнование           | Спортсмены                                           | Забег            | Результат        | Место            | Забег         | Результат     | Место         | Забег                | Результат            | Место                | Результат            | Место                |
| ---------------------- | ---------------------------------------------------- | ---------------- | ---------------- | ---------------- | ------------- | ------------- | ------------- | -------------------- | -------------------- | -------------------- | -------------------- | -------------------- |
| 100 метров             | Деррик Аткинс                                        | Не участвовал    | Не участвовал    | Не участвовал    | 2             | 10,22         | 2 Q           | 3                    | 10,08                | 4                    | Завершил выступление | Завершил выступление |
| 100 метров             | Уоррен Фрейзер                                       | Не участвовал    | Не участвовал    | Не участвовал    | 7             | 10,27         | 4             | Завершил выступление | Завершил выступление | Завершил выступление | Завершил выступление | Завершил выступление |
| 200 метров             | Майкл Мэтью                                          | 3                | 20,62            | 3                | Не проводится | Не проводится | Не проводится | 3                    | DSQ                  | DSQ                  | Завершил выступление | Завершил выступление |
| 200 метров             | Треворвано Маккей                                    | 7                | 21,28            | 7                | Не проводится | Не проводится | Не проводится | Завершил выступление | Завершил выступление | Завершил выступление | Завершил выступление | Завершил выступление |
| 400 метров             | Крис Браун                                           | 5                | 45,40            | 1 Q              | Не проводится | Не проводится | Не проводится | 2                    | 44,67                | 2 Q                  | 44,79                | 4                    |
| 400 метров             | Деметриус Пиндер                                     | 4                | 44,92            | 1 Q              | Не проводится | Не проводится | Не проводится | 1                    | 44,94                | 2 Q                  | 44,98                | 7                    |
| 400 метров             | Рамон Миллер                                         | 2                | 45,57            | 2 Q              | Не проводится | Не проводится | Не проводится | 3                    | 45,11                | 4                    | Завершил выступление | Завершил выступление |
| 110 метров с барьерами | Шамар Сэндс                                          | 3                | DSQ              | DSQ              | Не проводится | Не проводится | Не проводится | Завершил выступление | Завершил выступление | Завершил выступление | Завершил выступление | Завершил выступление |
| Эстафета 4×400 метров  | Рамон Миллер Деметриус Пиндер Майкл Мэтью Крис Браун | 2                | 2:58,87          | 1 Q              | Не проводится | Не проводится | Не проводится | Не проводится        | Не проводится        | Не проводится        | 2:56,72              | 1                    |

Технические виды
| Соревнование    | Спортсмены    | Квалификация | Квалификация | Финал                | Финал                |
| Соревнование    | Спортсмены    | Результат    | Место        | Результат            | Место                |
| --------------- | ------------- | ------------ | ------------ | -------------------- | -------------------- |
| Прыжки в длину  | Реймонд Хиггс | 7,76         | 26           | Завершил выступление | Завершил выступление |
| Тройной прыжок  | Ливан Сэндс   | 17,17        | 2 Q          | 17,19                | 5                    |
| Прыжки в высоту | Тревор Бэрри  | 2,21         | 16           | Завершил выступление | Завершил выступление |
| Прыжки в высоту | Дональд Томас | 2,16         | 30           | Завершил выступление | Завершил выступление |

Женщины
Беговые виды
| Соревнование           | Спортсмены                                                        | Отборочный раунд | Отборочный раунд | Отборочный раунд | Четвертьфинал | Четвертьфинал | Четвертьфинал | Полуфинал             | Полуфинал             | Полуфинал             | Финал                 | Финал                 |
| Соревнование           | Спортсмены                                                        | Забег            | Результат        | Место            | Забег         | Результат     | Место         | Забег                 | Результат             | Место                 | Результат             | Место                 |
| ---------------------- | ----------------------------------------------------------------- | ---------------- | ---------------- | ---------------- | ------------- | ------------- | ------------- | --------------------- | --------------------- | --------------------- | --------------------- | --------------------- |
| 100 метров             | Шеника Фергюсон                                                   | Не участвовала   | Не участвовала   | Не участвовала   | 2             | 11,35         | 3 Q           | 2                     | 11,32                 | 7                     | Завершила выступление | Завершила выступление |
| 100 метров             | Дебби Фергюсон-Маккензи                                           | Не участвовала   | Не участвовала   | Не участвовала   | 6             | 11,32         | 5             | Завершила выступление | Завершила выступление | Завершила выступление | Завершила выступление | Завершила выступление |
| 200 метров             | Антоника Страчан                                                  | 6                | 22,75            | 2 Q              | Не проводится | Не проводится | Не проводится | 1                     | 22,82                 | 5                     | Завершила выступление | Завершила выступление |
| 200 метров             | Дебби Фергюсон-Маккензи                                           | 2                | 23,49            | 7                | Не проводится | Не проводится | Не проводится | Завершила выступление | Завершила выступление | Завершила выступление | Завершила выступление | Завершила выступление |
| 400 метров             | Шона Миллер                                                       | 2                | DNF              | DNF              | Не проводится | Не проводится | Не проводится | Завершила выступление | Завершила выступление | Завершила выступление | Завершила выступление | Завершила выступление |
| 100 метров с барьерами | Иваник Кемп                                                       | 2                | 13,51            | 3 Q              | Не проводится | Не проводится | Не проводится | 2                     | 13,56                 | 8                     | Завершила выступление | Завершила выступление |
| Эстафета 4×100 метров  | Шеника Фергюсон Чандра Старруп Кристина Амертиль Антоника Страчан | 1                | 43,07            | 6                | Не проводится | Не проводится | Не проводится | Не проводится         | Не проводится         | Не проводится         | Завершили выступление | Завершили выступление |

Технические виды
| Соревнование   | Спортсмены    | Квалификация | Квалификация | Финал                 | Финал                 |
| Соревнование   | Спортсмены    | Результат    | Место        | Результат             | Место                 |
| -------------- | ------------- | ------------ | ------------ | --------------------- | --------------------- |
| Прыжки в длину | Бьянка Стюарт | 6,32         | 18           | Завершила выступление | Завершила выступление |

### Плавание
Женщины
| Соревнование              | Спортсмены               | Отборочный раунд | Отборочный раунд | Полуфинал | Полуфинал | Финал                 | Финал                 |
| Соревнование              | Спортсмены               | Результат        | Место            | Результат | Место     | Результат             | Место                 |
| ------------------------- | ------------------------ | ---------------- | ---------------- | --------- | --------- | --------------------- | --------------------- |
| 50 метров вольным стилем  | Арианна Вандерпул-Уоллес | 24,85            | 7 Q              | 24,64     | 6 Q       | 24,69                 | 8                     |
| 100 метров вольным стилем | Арианна Вандерпул-Уоллес | 53,73            | 6 Q              | 54,12     | 10        | Завершила выступление | Завершила выступление |